# Прибутковий будинок Масловського
Прибутковий будинок Масловського — пам'ятка архітектури та містобудування місцевого значення, колишній прибутковий будинок початку XX століття у центрі Харкова, розташований вулиці Свободи, 8. Частково зруйнований російським ударом 14 березня 2022 року.

## Історія

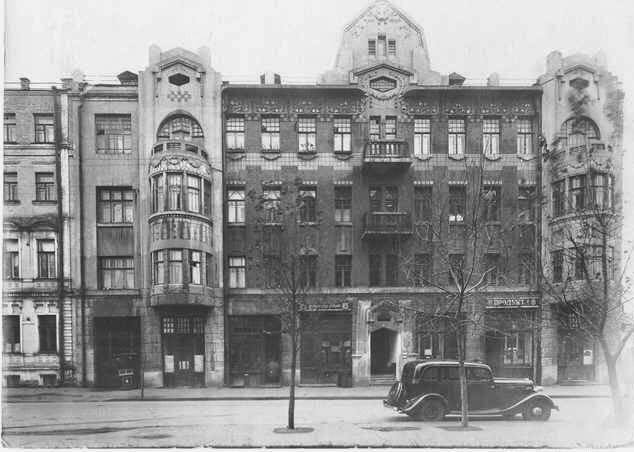
Архівна фотографія з оригінальним виглядом будинку. 1930-ті роки

Прибутковий будинок відставного лейтенанта флоту Івана Миколайовича Масловського зведений за проєктом архітектора Мойсея Лазаревича Мелетинського, найімовірніше, 1911 року.
У 1980 році споруда включена до переліку пам'яток архітектури. Нині будівля є пам'яткою архітектури та містобудування місцевого значення (охоронний № 7378-Ха).
У 2010-х — 2022 роках у будинку розташовувався відомий артпаб «Старий Хем» — центр для творчих людей, де виступали поети й музиканти. На поверхах над пабом були житлові квартири.
Унаслідок ракетних ударів військ РФ під час боїв за Харків 14 березня 2022 року близько 8:30 будинок був напівзруйнований. Значну частку центральної частини будівлі з перекриттями з четвертого по підвальний поверх зруйновано. Під завалами будинку загинули дві людини, які перебували в його квартирах. Частина стін була завалена для попередження наступних обвалів.
У листопаді 2022 року місце влучання закрите тентом, а на тротуарі покладено асфальт, щоб запобігти потраплянню води в залишки будівлі.
2023 року студія MCORP представила концепцію реконструкції будівлі. Згідно з нею зруйновані частини стін мають скляними, а перед ними встановлені габіони з уламками будівлі, що за формами імітують втрачені частини. У лютому 2024 року харківською міською радою замовлено технічне обстеження будівлі за 130 тис. грн. У червні 2025 року замовлено розробку науково-проєктної документації реставрації пам'ятки на суму 1,4 млн грн.

## Опис
Фасад будинку початково був у пізній формі стилю модерн, відзначався поліфактурністю, ймовірною поліхромністю. Фасад симетричний, перший поверх з великими вітринами оздоблено рустом, а центральний вхід було виділено п'ятикутним порталом з сандриком. Від першого поверху починаються два заокруглені еркери, також оздоблені рустом, карнизами, ліпниною вінків та півколонами між вікнами третього поверху. На четвертому поверсі зроблено відкритий балкон. Другий поверх відокремлений карнизом від першого, вікна оздоблені простими сандриками, які поєднані лініями та ліпниною з вікнами третього поверху. Між вікнами третього і четвертого поверхів розташована майолікова смуга, яка нині зафарбована у колір будівлі. Під карнизом даху розміщена рослинна ліпнина, яка виходить на багатокутний аттик-щипець у центрі. Над еркерами також розташовані щипці з ліпниною. Вікна у центрі фасаду роздвоєні, на третьому і четвертому поверхах були балкони. Увінчував будівлю високий багатокутний щипець, зруйнований за часів радянської окупації.
Будинок зберігав пишно декоровані рослинною ліпниною парадні сходи та вестибюль з автентичними дерев'яними дверима, метлахською плиткою й тамбуром. Огородження сходів дерев'яне, фарбоване, що складається зі стовпчиків-балясин з різьбленими флорально-орнаментальними вставками між ними. Монументальний розпис із зображенням лугової трави з голубами, доповнений рельєфними равликами.

## Галерея

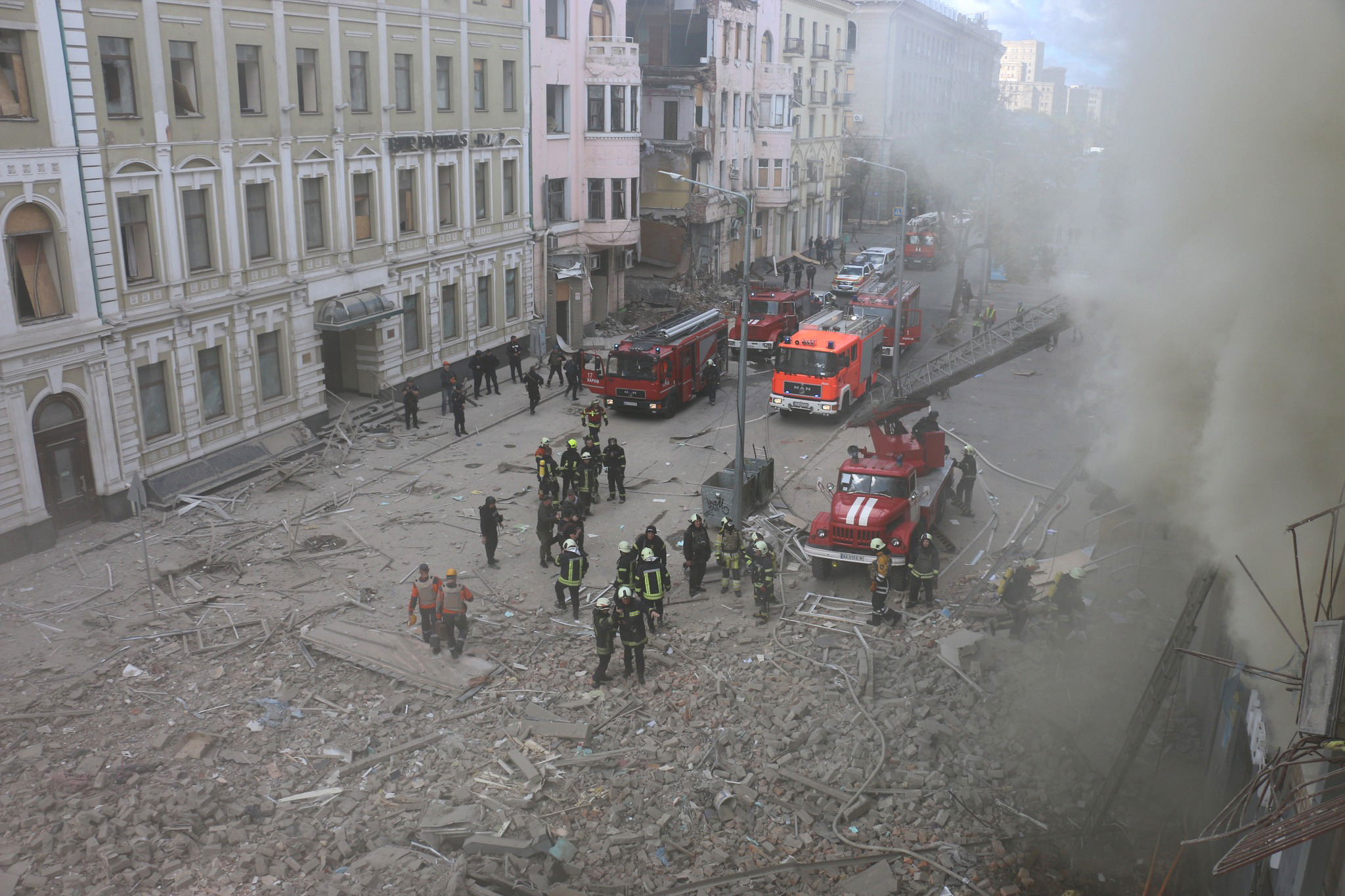
Наслідки російської атаки
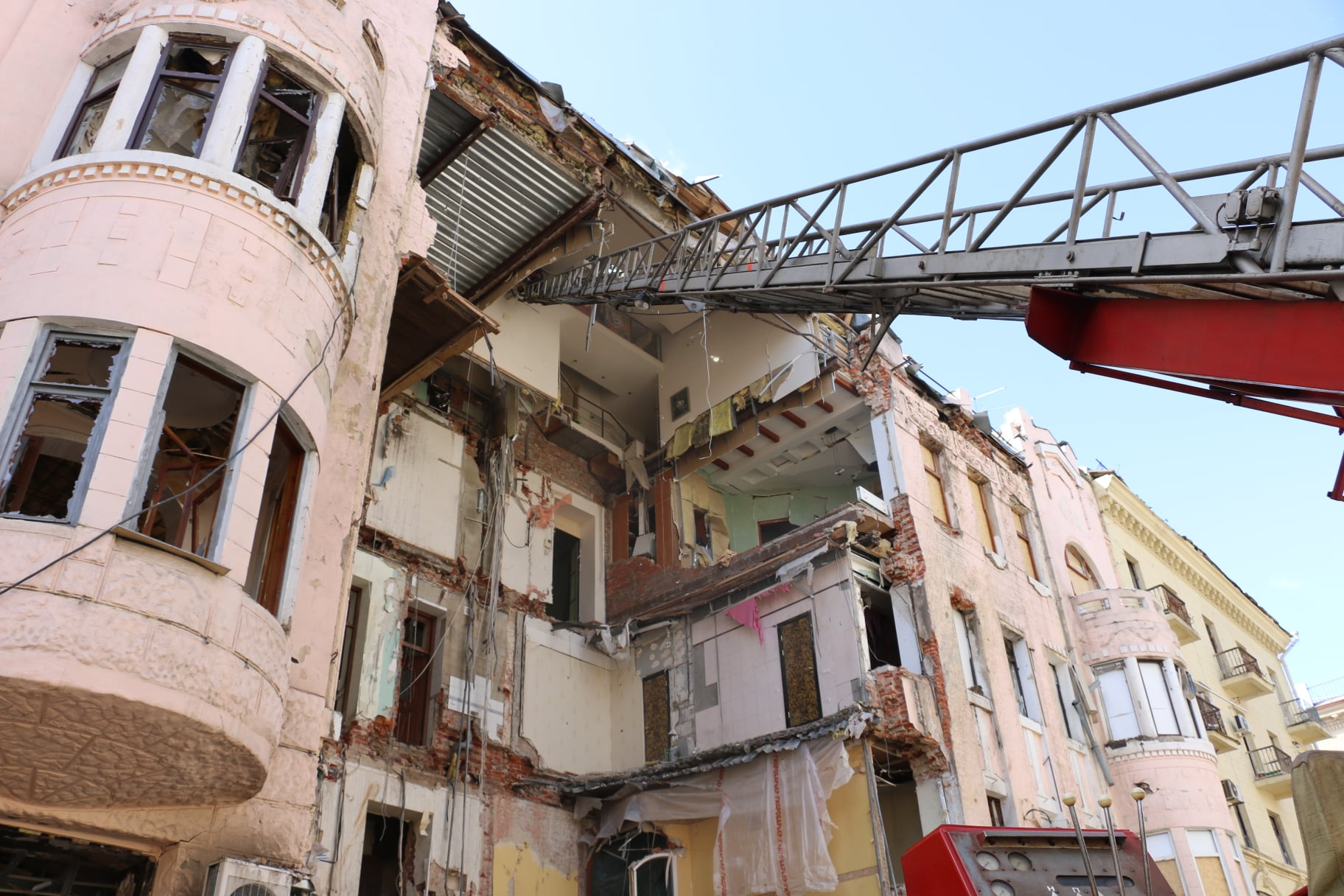
Після руйнування
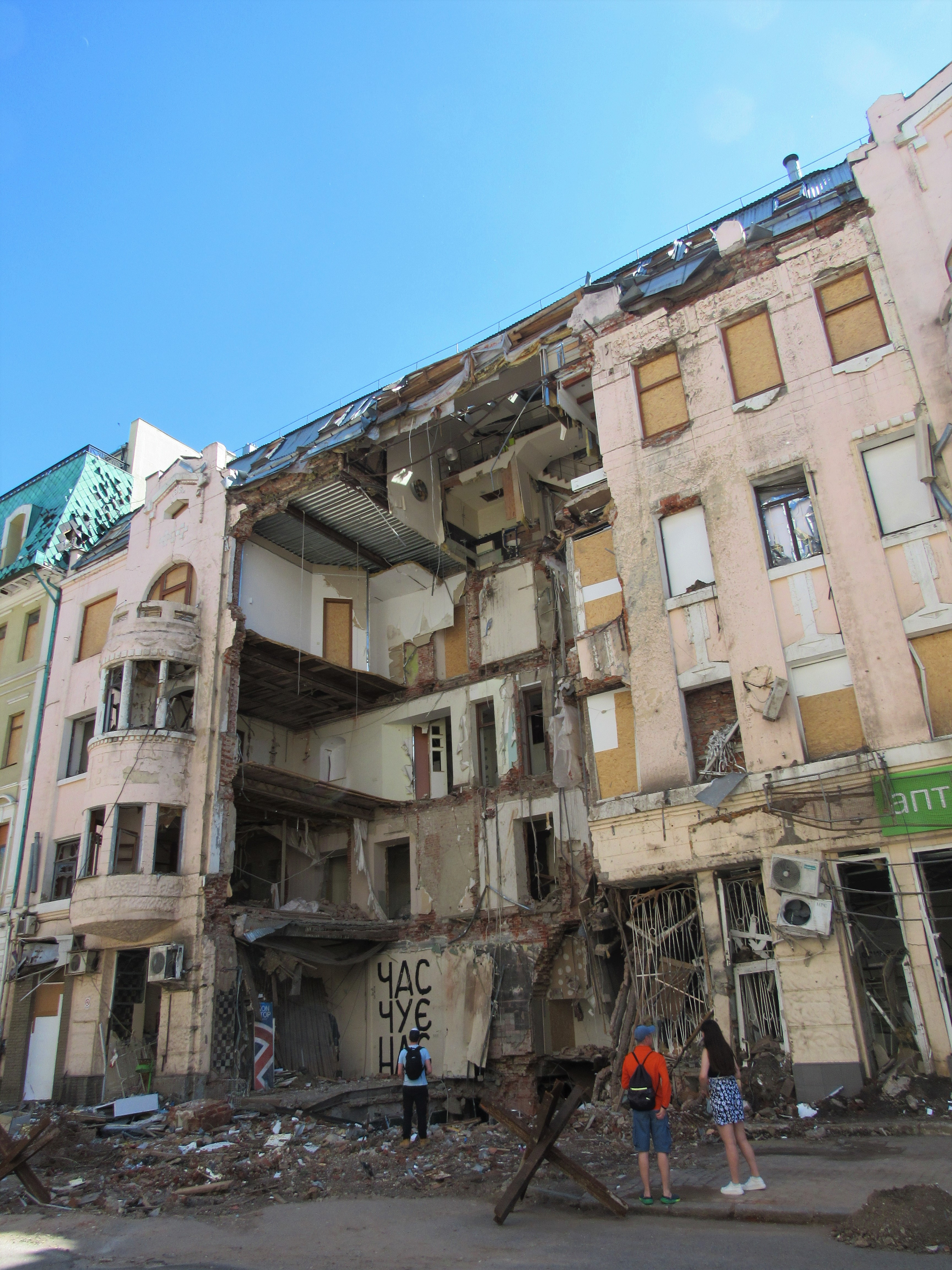
Фасад історичного будинку після влучання російської ракети
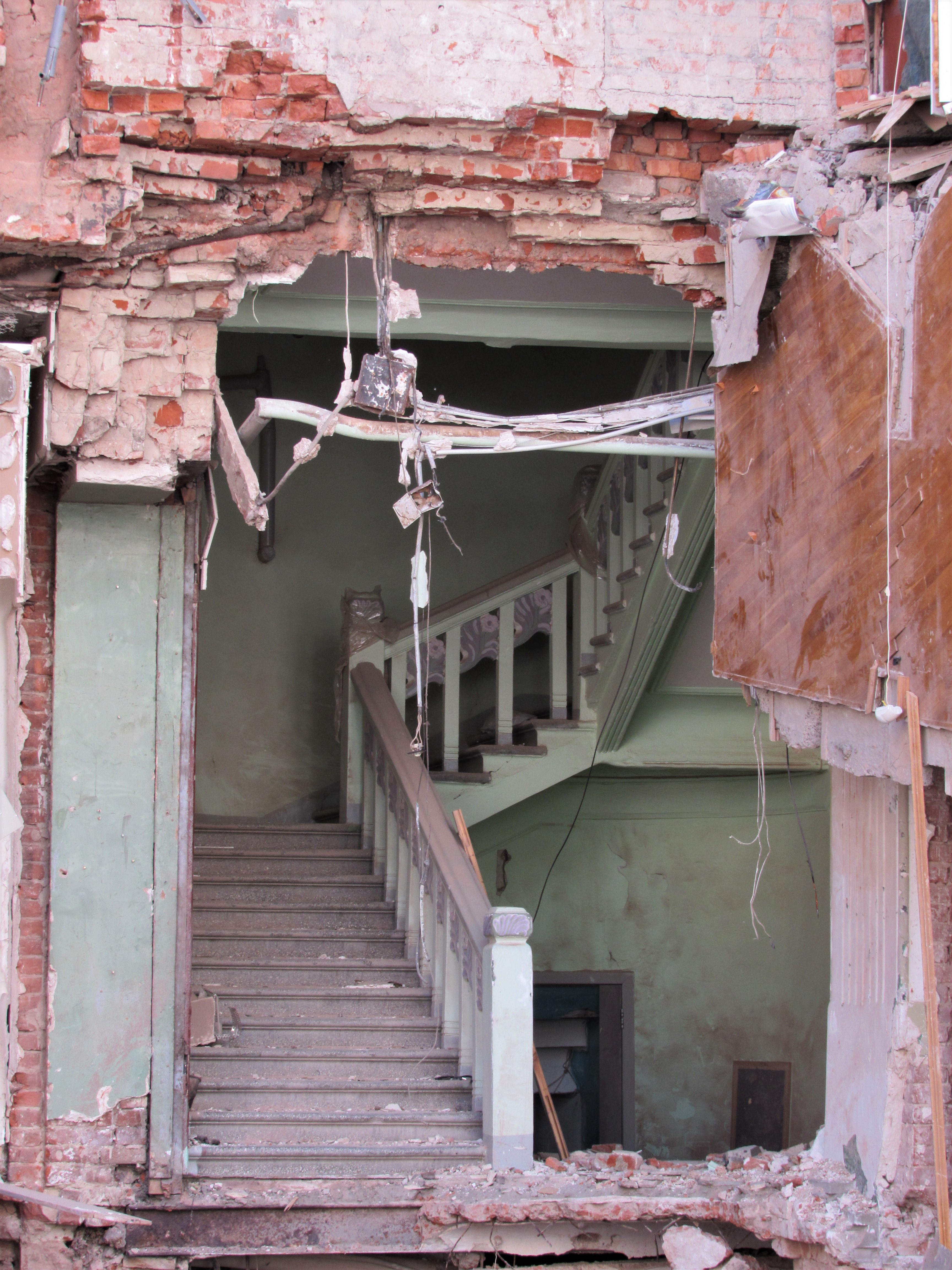
Залишки під'їзду з модерним оздобленням
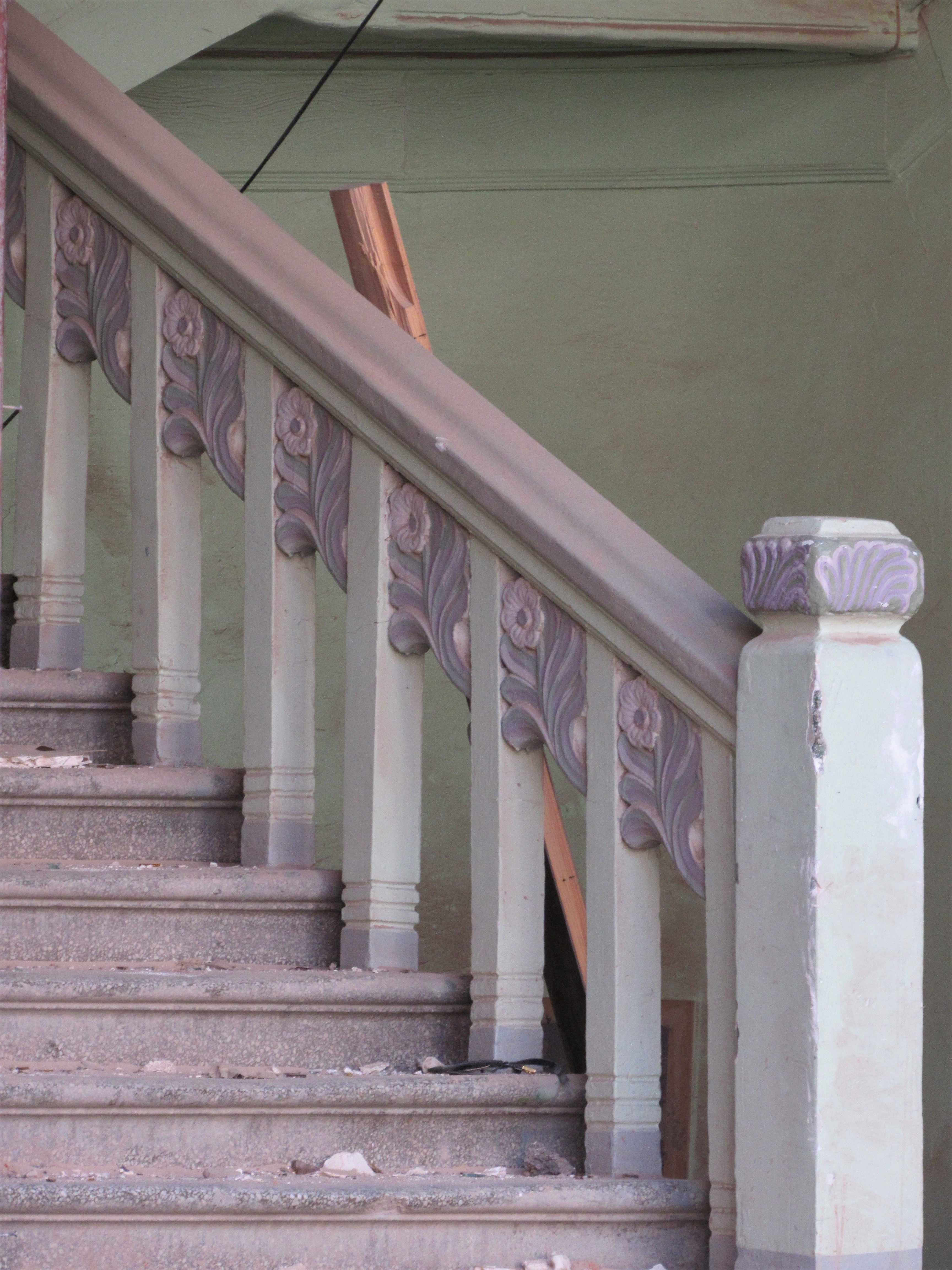
Балясини сходів